# Guds hånd
Guds hånd (spansk: Mano de Dios) omhandler den situation hvor Diego Maradona, under en kvartfinale ved VM i fodbold i 1986 i kampen mellem England og Argentina, ulovligt tager hånden til hjælp og scorer på den engelske målmand Peter Shilton. Kampen blev spillet den 22. juni 1986 i Mexico City på Estadio Azteca. Argentina vandt kampen 2-1 og godkendelsen af målet blev af mange englændere et symbol på rivaliseringen mellem de to lande.
Efter sin tvivlsomme scoring mod England forklarede Maradona, at målet blev lavet af "Guds hånd", og erkendte dermed indirekte at målet ikke var scoret på ærlig vis. Siden blev ordene en del af den moderne fodboldhistorie.

## Undskyldning
Torsdag den 31. januar 2008 undskyldte Maradona for sin ugerning over for den engelske avis The Sun. "Hvis jeg kunne undskylde og rejse tilbage og ændre historien, ville jeg gøre det. Men målet tæller stadig. Argentina blev verdensmestre, og jeg var den bedste spiller i verden."